# Меноргейвен (Нью-Йорк)
Меноргейвен (англ. Manorhaven) — селище (англ. village) в США, в окрузі Нассау штату Нью-Йорк. Населення — 6956 осіб (2020).

## Географія
Меноргейвен розташований за координатами 40°50′22″ пн. ш. 73°42′40″ зх. д. / 40.83944° пн. ш. 73.71111° зх. д. (40.839412, -73.711098).  За даними Бюро перепису населення США в 2010 році селище мало площу 1,63 км², з яких 1,20 км² — суходіл та 0,43 км² — водойми.

## Демографія
Згідно з переписом 2010 року, у селищі мешкало 6556 осіб у 2442 домогосподарствах у складі 1669 родин. Густота населення становила 4011 осіб/км².  Було 2597 помешкань (1589/км²).
Расовий склад населення:
| - 67,3 % — білих - 17,7 % — азіатів - 1,4 % — чорних або афроамериканців - 0,3 % — корінних американців - 9,4 % — осіб інших рас |

До двох чи більше рас належало 3,9 %. Частка іспаномовних становила 27,1 % від усіх жителів.
За віковим діапазоном населення розподілялося таким чином: 22,4 % — особи молодші 18 років, 65,6 % — особи у віці 18—64 років, 12,0 % — особи у віці 65 років та старші. Медіана віку мешканця становила 38,8 року. На 100 осіб жіночої статі у селищі припадало 96,9 чоловіків;  на 100 жінок у віці від 18 років та старших — 94,6 чоловіків також старших 18 років.
Середній дохід на одне домашнє господарство  становив 107 139 доларів США (медіана — 83 253), а середній дохід на одну сім'ю — 98 134 долари (медіана — 81 364). Медіана доходів становила 51 739 доларів для чоловіків та 51 384 долари для жінок. За межею бідності перебувало 9,4 % осіб, у тому числі 14,6 % дітей у віці до 18 років та 2,2 % осіб у віці 65 років та старших.
Цивільне працевлаштоване населення становило 3017 осіб. Основні галузі зайнятості: освіта, охорона здоров'я та соціальна допомога — 29,3 %, науковці, спеціалісти, менеджери — 18,8 %, роздрібна торгівля — 10,5 %, фінанси, страхування та нерухомість — 7,6 %.